# Marie la Juive
Marie la Juive ou Maria Hebraea ou Maria Prophetissa est une alchimiste de l'époque hellénistique qui a probablement vécu entre le IIIe et le IIe siècle avant notre ère. Elle est considérée comme l'une des fondatrices de l'alchimie. L'invention de plusieurs instruments et techniques lui est attribuée, dont le bain-marie, le kerotakis (« vase clos dans lequel de minces feuilles de cuivre et d'autres métaux pouvaient être exposés à l'action de vapeurs variées ») et le tribikos.

## Sources
La principale source sur Marie la Juive sont les traités de Zosime de Panopolis, grec alexandrien de la fin du IIIe siècle, qui sont les plus anciens textes d'alchimie connus, et qui consistent essentiellement en de longues citations d'auteurs plus anciens, dont les plus importants sont le pseudo-Démocrite et Marie la Juive, qu'il appelle généralement simplement Marie, et parfois Marie la Divine. Zosime ne donne pas de précision sur sa vie et l'époque à laquelle elle vécut. Il la place parmi les « anciens », ce qui pour Raphael Patai la situe au moins deux générations auparavant, c'est-à-dire au plus tard au début du IIIe siècle. Jack Lindsay estime qu'elle a probablement vécu peu après Bolos de Mendès qu'il place vers -200.

## Les instruments alchimiques
Zosime se réfère à un traité qui semble avoir été écrit par Marie la Juive, Peri kaminon kai organon (Sur les fourneaux et les instruments), sans préciser clairement si elle a inventé ces instruments ou les a simplement décrits. Ces instruments utilisés pour la cuisson ou la distillation sont faits de parties de métal, de verre ou d'argile, assemblées avec de la graisse, de la cire, de la colle d'amidon, d'argile grasse et d'« argile des philosophes ». Les récipients en verre sont jugés particulièrement utiles car ils permettent de « voir sans toucher » et de manipuler sans danger les produits dangereux comme le mercure, « poison mortel car il dissout l'or et les plus dangereux des métaux », et l'« eau sulfureuse » ou « eau divine, ».
Le plus célèbre est le bain-marie, dispositif dans lequel la substance à faire chauffer est contenue dans un récipient lui-même placé dans un récipient rempli d'eau, ce qui permet d'obtenir une température constante et modérée. Selon Lippmann, il aurait été précédemment décrit par le médecin grec du Ve siècle av. J.-C. Hippocrate et le philosophe du IVe siècle av. J.-C. Théophraste, mais le nom en resta attaché à Marie la Juive, la première attestation en latin Balneum Mariae datant du début XIVe siècle, dans le Rosarium attribué à Arnaud de Villeneuve.

### Textes de Marie la Juive
- E. J. Holmyard, An Alchemical Text ascribed to Mary the Copt, Archeion, 8 (1927), p. 161-168.
- Dialogue de Marie et Aros, Éditions de l'Echelle, 1977, 60 p. (reproduction de l'édition de Salmon, Bibliothèque des philosophes chimiques).

### Études sur Marie la Juive
- (en) Raphael Patai, « Maria the Jewess, Founding Mother of Alchemy », Ambix, vol. 29, no 3,‎ 1982, p. 177-197
- (en) Raphael Patai, The Jewish alchemists: a history and source book, Princeton University Press, 1995 (lire en ligne)
- (en) Matteo Martelli, « Maria’s Practica in Early Modern Alchemy », dans Francesca Antonelli, Antonella Romano et Paolo Savoia, Gendered Touch. Women, Men, and Knowledge-making in Early Modern Europe, Brill, 2022 (ISBN 978-90-04-51261-0, lire en ligne), p. 40-65
- (en) Lucia Raggetti, « Maria the Alchemist and Her Famous Heated Bathin the Arabo-Islamic Tradition », dans Francesca Antonelli, Antonella Romano et Paolo Savoia, Gendered Touch. Women, Men, and Knowledge-making in Early Modern Europe, Brill, 2022 (ISBN 978-90-04-51261-0, lire en ligne), p. 21-39